# Missionare von der Heiligen Familie
Die Missionare von der Heiligen Familie (lateinisch Congregatio Missionariorum a Sancta Familia; Ordenskürzel MSF) sind eine Ordensgemeinschaft in der römisch-katholischen Kirche. Die Kongregation hat das Ziel, als Ordensgemeinschaft an der missionarischen Sendung der Kirche teilzunehmen. Vorrangige Anliegen sind die Förderung der apostolischen Berufe für den Dienst der Mission (Christentum) und Evangelisierung, sowie die Familienseelsorge. Der Männerorden zählt etwa 900 Mitglieder in 21 Ländern.

## Ordensgeschichte

### Gründung und Ausbreitung in fünf Kontinenten
Der Orden wurde 1895 durch den katholischen Weltpriester Jean-Baptiste Berthier in Grave bei Nijmegen, Königreich der Niederlande, gegründet und unter das Patronat der Heiligen Familie gestellt. Seit 1911 hat der Männerorden die päpstliche Anerkennung.
Bis 1957 wurde die Kongregation von Grave aus geleitet. Seit 1958 befindet sich die Leitung in Rom.
Schon 1911, bereits drei Jahre nach dem Tod Jean-Baptiste Berthiers, entsandte die Kongregation Missionare in das Amazonasgebiet Brasiliens, später nach Texas, Borneo (Kalimantan) und Java. Missionare von der Heiligen Familie wirken außerdem in Argentinien, Chile, Madagaskar und Nordnorwegen. Neuerdings auch in Papua-Neuguinea, Belarus und in der Ukraine.
1937 gründete der Generalsuperior Pater Anton Maria Trampe die weibliche Kongregation der Missions- und Anbetungsschwestern von der Heiligen Familie.

### Deutsche Ordensgeschichte
Die erste deutsche Missionsschule wurde 1920 in Schloss Adolfsburg bei Oberhundem (Gemeinde Kirchhundem, Sauerland) eröffnet. Sie sollte vor allem Spätberufenen und jungen Männern aus armen Familien ermöglichen, Missionar zu werden.
Da der Ordensnachwuchs in Deutschland ausblieb, musste die Leitung der deutschen Ordensprovinz seit den 1990er Jahren nach und nach mehrere Niederlassungen schließen. Die Gymnasien „Maria Königin“ in Lennestadt-Altenhundem und „St. Josef“ in Biesdorf (Eifel) werden in der Tradition der Ordensprovinz von Trägervereinen weitergeführt. Das Gymnasium Missionshaus „St. Kilian“ in Lebenhan [ https://de.wikipedia.org/wiki/Lebenhan ], am Ort der ersten Niederlassung des MSF in Deutschland, wurde 1978 geschlossen, das angeschlossene Kloster 2008 [ https://mission-msf.de/kongregation-lebenhan/ ], das Missionshaus Maria Königin in Altenhundem  im Oktober 2015 und das Missionshaus in Biesdorf (Eifel) im August 2017. Ab Mitte der 2000er Jahre wurden zahlreiche Fälle des sexuellen Missbrauches und körperlicher Gewalt in allen drei Missionshäusern bekannt, die einer fortgesetzten Aufarbeitung unterliegen. [ https://www.missionare.org/aktuelles-124/sexueller-missbrauch.html ] Im Stadtteil Bruche von Betzdorf an der Sieg befand sich das Verlagshaus des Sendboten, später eine Pflegestation für alte und kranke Mitbrüder und von 2016 bis 2022 der Sitz der deutschen Ordensprovinz. 2022 musste der Orden – nach fast 100 Jahren – das 1926 gegründete Kloster in Betzdorf-Bruche aufgeben. Damals (2022) gehörten den Missionaren von der Heiligen Familie in Deutschland 35 Patres und Ordensbrüder an, mit einem Durchschnittsalter von 83 Jahren. 25 von ihnen zogen Mitte 2022 in das Mutterhaus der Mauritzer Franziskanerinnen in Münster bzw. in das zugehörige Seniorenzentrum Haus Maria Trost.
Die seit 1904 monatlich erscheinende, ordenseigene Zeitschrift Der Sendbote wurde Ende 2010 eingestellt. Aus dem Erlös des Verkaufs des Sendboten konnte bis in die 1970er Jahre die Ausbildung zahlreicher junger Missionare finanziert werden.

## Ordenssymbol

Der Stern versinnbildlicht den Stern von Betlehem, das heißt die (nach christlichem Verständnis) Menschwerdung Gottes in der Geburt Jesu Christi. Das Kreuz steht für die Vollendung der Heilsgeschichte durch die Auferstehung Jesu. Der Kreis, als Symbol der ganzen Welt, weist auf die weltweite Missionstätigkeit der Kongregation hin in der Tradition des Missionsauftrags Jesu Christi (Mt 28,19–20a ):
19„Darum geht zu allen Völkern und macht alle Menschen zu meinen Jüngern; tauft sie auf den Namen des Vaters und des Sohnes und des Heiligen Geistes, 20 und lehrt sie, alles zu befolgen, was ich euch geboten habe.“

## Ordensstruktur

### Ordensleitung und deutsche Provinzleitung
Die Leitung der Kongregation hat ihren Sitz in Rom. Die Generalleitung besteht aus dem Generaloberen und seinen (vier) Assistenten. Sie wird von Vertretern aller Provinzen für sechs Jahre auf dem Generalkapitel gewählt.
Der Sitz der Delegation für Deutschland befindet sich in Münster. Provinzial ist P. Egon Färber. Die Leitung der deutschen Provinz wird auf dem Provinzkapitel für drei Jahre gewählt.

### Generalobere
- Josef Carl (1908–1919)[6]
- Anton Trampe (1919–1947)
- Gustav Dehrenbach (1947–1959)
- Heinrich Bliestle (1959–1971)
- Gerhard Mockenhaupt (1971–1977)
- Josef Scherer (1977–1983)
- Egon Färber (1983–1995)
- Wilhelmus van der Weiden (1995–2007)
- Edmund Michalski (2007–2019)
- Agustinus Purnama Sastrawijaya, seit 2019

## Niederlassungen in den deutschsprachigen Ländern

### Niederlassungen in Deutschland
- als Gäste der Mauritzer Franziskanerinnen in Münster
- Kloster Bronnbach: Niederlassung der Polnischen Provinz der Missionare von der Heiligen Familie

### Niederlassungen in der Republik Österreich

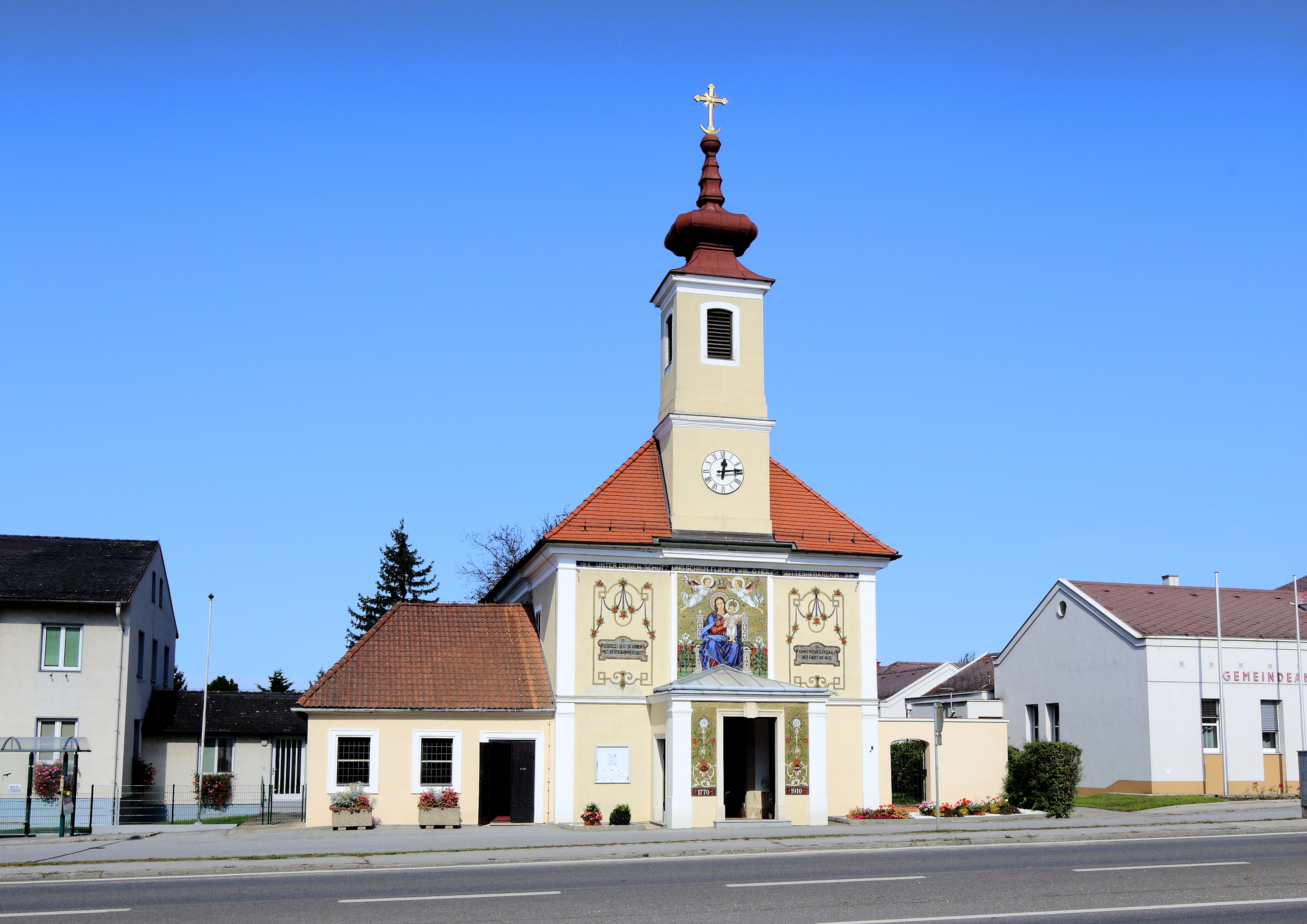
Maria Ellend – einzige Niederlassung in Österreich

- Pfarr- und Wallfahrtskirche Maria Ellend: Missionshaus/Betreuung des Wallfahrtsortes

### Niederlassungen in der Schweiz
- Christ-König-Kollegium Nuolen: ehemalige Missionsschule, heute Altersniederlassung der Delegatio MSF Schweiz[7]
- Missionshaus Werthenstein: ehemalige Missionsschule und Scholastikat, Standort der Provinzleitung der Schweizer Provinz der Missionare von der Heiligen Familie, Missionsprokura und des Sendbotenverlag (bis 1969)
- Seminar Höchweid Werthenstein: ehemaliger Standort der Provinzleitung der Schweizer Provinz der Missionare von der Heiligen Familie, Missionsprokura und des Sendbotenverlag (bis 2016)[8]

## Bekannte Mitglieder
- Jean-Baptiste Berthier (1840–1908), französischer Priester und Ordensgründer
- Joannes Groen (1891–1953), Apostolischen Vikar von Banjarmasin, Indonesien
- Johann Wember (1900–1980), Apostolischer Vikar von Nordnorwegen
- Jacques Henri Romeijn (1906–1986), Bischof von Samarinda, Indonesien
- Franz Xavier Nierhoff (1913–1994), Bischof von Floresta, Brasilien
- João Batista Przyklenk  (1916–1984), Bischof von Januária, Brasilien
- Wilhelmus Joannes Demarteau (1917–2012), Bischof von Banjarmasin, Indonesien
- Joseph Zimmermann (1923–1988), Bischof von Morombe, Madagaskar
- Alwin Albert Hafner (1930–2016), Bischof von Morombe, Madagaskar
- Joachim Piegsa (1930–2015), Moraltheologe an der Universität Augsburg und Gustav-Siewerth-Akademie
- Fransiskus Xaverius Rocharjanta Prajasuta (1931–2015), Bischof von Banjarmasin, Indonesien
- Anselmo Müller (1932–2011), Bischof von Januária, Brasilien
- Michael Cornelis C. Coomans (1933–1992), Bischof von Samarinda, Indonesien
- Gerhard Goebel (1933–2006), Bischof der apostolischen Prälatur Tromsø
- Yulius Aloysius Husin (1937–1994), Bischof von Palangkaraya, Indonesien
- Gerhard Eberts (* 1938), Pater, Journalist und Autor
- José Luis Castro Medellín (1938–2020), Bischof von Tacámbaro, Mexiko
- Miguel Patiño Velázquez (1938–2019), Bischof von Apatzingan, Mexiko
- Florentinus Sului Hajang Hau (1948–2013), Erzbischof von Samarinda, Indonesien
- Guilherme Antônio Werlang (* 1950), Bischof von Lages, Brasilien
- Justinus Harjosusanto (* 1953), Erzbischof von Tanjung Selor, Indonesien
- Aloysius Maryadi Sutrisnaatmaka (* 1953), Bischof von Palangkaraya, Indonesien
- Zygmunt Robaszkiewicz (* 1958), Bischof von Mahajanga, Madagaskar
- Dariusz Kałuża (* 1967), Bischof von Bougainville, Papua-Neuguinea